# جوزيه إم. أندرسون
جوزيه إم. أندرسون هو محامي وسياسي أمريكي، ولد في 29 نوفمبر 1807 في بايكفيل في الولايات المتحدة، وتوفي في 8 نوفمبر 1861 في يتويل في الولايات المتحدة. نشط حزبياً في حزب اليمين. وقد انتخب عضو مجلس نواب تينيسي ‏ وانتخب عضو مجلس ولاية تينيسي ‏ وانتخب عضو مجلس النواب الأمريكي ‏.